# Kallbergsån
Kallbergsån, källflöde till Sälmån i Voxnans flodområde i Hälsingland. Ån kommer från Kallbergstjärnen och är, inklusive egna källflöden, cirka 10 km lång med ett flodområde på ca 20 kvkm. 
Största biflödet är Nydammsbäcken från Räkasjöarna som ansluter sig till K. vid Sälmsjökojan, endast ca 100 m före K:s utlopp i Sälmsjöarna.